# 인천이음고등학교
인천이음고등학교는 인천광역시 서구에 있는 공립 고등학교이다.

## 학교 연혁
- 2025년 3월 1일 : 개교
- 2025년 3월 4일 : 1·2학년 입학식